# Kamikaze (manga)
Kamikaze (神・風?) è un manga di genere azione-avventura-fantasy ideato e realizzato da Satoshi Shiki. In Giappone è stato edito a partire dal 1998 fino al 2003 da Kōdansha e poi raccolto in nove volumi. In Italia è stato pubblicato da Star Comics da maggio 2004 a gennaio 2005.

## Trama
Il mondo anticamente era governato pacificamente dall'Amanarinomichi, una filosofia secondo la quale cinque elementi componevano l'universo, quali hani (la terra), utsuho (il cielo), ho (il fuoco), mizu (l'acqua) e kaze (il vento). Gli uomini, chiamati hanibito, si sparpagliarono nel mondo a causa dell'evoluzione, e diedero origine a cinque tribù dette kegainotami, aventi ognuna delle abilità diverse in base a uno dei cinque elementi; la forza della terra apparteneva agli hanibito, quella dell'acqua ai mizubito, del vento agli utsuhobito e del fuoco agli hobito. Con il passare del tempo e con lo sviluppo della civiltà lo spirito di coesistenza dei kegainotami con la natura e le loro stesse capacità si perse, fino a diventare gli odierni esseri umani. Nell'anno Mille comparvero sulla Terra delle creature demoniache che avevano il solo desiderio di creare caos e distruzione, le Ottantotto Belve, imprigionate poi in un'altra dimensione da cinque guerrieri, i Matsurowanu Kegainotami, discendenti della stirpe dotati dei poteri degli elementi; le belve però riuscirono a manipolare i guerrieri del cielo, del fuoco e del vento, imponendo a loro e ai loro discendenti di spezzare i sigilli, cinque portali sacri chiamati Torii, per conseguire il loro risveglio, e di combattere gli esponenti della terra e dell'acqua, liberi dal loro controllo. Misao Mikogami, la Dama dell'Acqua, e Kamuro Ishigami, capo della tribù della Terra dotato della potentissima spada Kamikaze e incaricato di proteggerla, devono affrontare le Ottantotto Belve, appena risvegliate, e i kegainotami sotto la loro influenza, per impedire l'avvento del caos.
Quando si scopre che il vero signore delle Belve è Kayano, della stirpe del Vuoto, i kegainotami del Fuoco e del Vento, tra cui i loro capi Higa e Kaede, capiscono che hanno fatto un grave errore alleandosi con lui e si schierano dalla parte di Misao e Kamuro. Così tutti i kegainotami iniziano una battaglia contro il nemico e le belve, avendo a disposizione il potere del piccolo Zen e la kamikaze di Ishigami, unici elementi insieme alla speranza e alla volontà generale in grado di vincere lo scontro che si svolge nel territorio della tribù dell'Acqua, che deciderà il loro futuro e quello del mondo.

## Personaggi

### Tribù della Terra
- Kamuro Ishigami: Uomo della Terra dotato della Kamikaze katana, arma fondamentale per abbattere la minaccia delle Belve.
- Daidara Ishigami: nonno di Kamuro e precedente capo della Tribù della Terra.

### Tribù dell'Acqua
- Misao Mikogami: Dama dell'Acqua.
- Sae Mikogami: nonna di Misao e capo della Tribù dell'Acqua; muore per mano di Kaede.

### Tribù del Fuoco
- Higa: Signore del Fuoco.

### Tribù del Vento
- Kaede: Padrona del Vento.
- Zen: figlio di Higa e Kaede, primo kegainotami nato tra due tribù differenti, è stato generato per contrastare Kayano, ed è infatti il suo opposto, rappresentando la speranza del mondo.

### Tribù del Vuoto
- Kayano: capo della stirpe del Vuoto creato dalla negatività degli esseri umani, che si rivela in realtà il vero coordinatore delle Ottantotto Belve dopo essere stato creduto un kegainotami; egli vuole distruggere la Terra e far estinguere la razza kegainotami.

### Il Trio di Amatsu
Trio di guerrieri Kegainotami alle dipendenze di Higa e Kaede. I suoi membri sono:
- Kaenguma: Kegainotami con il potere delle fiamme.
- Aiguma: Kegainotami fedele a Kaede.
- Beniguma: La più giovane dei tre. Ha potere sugli animali ed è sempre accompagnata dal suo cane Lancelot. Dopo il fallimento di una missione, abbandonata dai suoi compagni, sarà accolta da Kamuro e Misao.

### I Cinque di Shiranami
Gruppo di bizzarri combattenti agli ordini diretti di Higa:
- Kikunosuke: veloce e letale Kegainotami dotato di una mano in forma di lama.
- Rikimaru: muscoloso e silenzioso, perderà le braccia in combattimento contro le belve ma le sostituirà con arti artificiali per il combattimento finale.
- Rihei: cyborg dotato di molte armi nascoste.
- Jyuzo: Kegainotami del vento innamorato di Kaede. Ha il potere di fondesi con le Belve e controllare la loro forza (in virtù di tale abilità è detto L'amministratore).
- Daemon Hinomoto: è un mezzosangue che annovera tra i propri antenati un Kegainotami e una Belva.

### Altri personaggi
- Keiko Mase: inizialmente fa credere di essere una giornalista umana tutrice di Misao e alleata con Kamuro, ma poi si rivela la principessa Bishagatsuku, figlia di Kayano e perciò loro nemica, ma causa del legame che ha con Misao decide di mettersi contro suo padre.
- Aida: guerriero mezzosangue dotato della Kamikaze wakizashi che deve proteggere Misao. Inizialmente egli è un cacciatore di kegainotami del fuoco e del vento, ma in seguito, anche se prova ancora odio per loro, combatte dalla loro parte contro Kayano e le Belve.
- Le Ottantotto Belve: esseri demoniaci il cui unico scopo è la distruzione.
- Otoroshi: Signore delle Belve, che in realtà è Kayano.
- Otsuwa: Spirito della Terra